# جامعة شبوة
جامعة شبوة هي جامعة حكومية تقع في مدينة عتق عاصمة محافظة شبوة جنوب الجمهورية اليمنية. أُنشأت جامعة شبوة بالقرار الجمهوري رقم (77) لسنة 2010م بشأن تأسيس الجامعة والقرار رقم (4) لسنة 2021م بشأن تعيين رئيساً ونواباً للجامعة.

## النشأة والكليات
قبل إنشاء الجامعة كانت بمحافظة شبوة ثلاث كليات تتبع جامعة عدن وهي:
1. كلية التربية شبوة والتي أنشأت بقرار رئيس جامعة عدن رقم (64) لسنة 1993م.
2. كلية النفط والمعادن والتي أنشأت بقرار رئيس جامعة عدن رقم (221) لسنة 1996م.
3. كلية التربية بيحان والتي أنشأت بقرار رئيس جامعة عدن رقم (895) لسنة 2018م.

ضُمت الكليات الثلاث إلى جامعة شبوة واستحدثت ثلاث كليات جديدة وهي:
1. كلية الإدارة والاقتصاد والتي أنشأت بقرار رئيس جامعة شبوة رقم (24) لسنة 2021م.
2. كلية الحاسوب وتقنية المعلومات والتي أنشأت بقرار رئيس جامعة شبوة رقم (28) لسنة 2021م.
3. كلية الطب والعلوم الصحية والتي أنشأت بقرار رئيس جامعة شبوة رقم (29) لسنة 2021م.

## المنشورات
تصدر الجامعة مجلة نصف سنوية مُحكَّمة للعلوم الإنسانية والتطبيقية.